# Глазау
Глазау (нем. Glasau) — община в Германии, в земле Шлезвиг-Гольштейн. 
Входит в состав района Зегеберг. Подчиняется управлению Трафе-Ланд.  Население составляет 921 человек (на 31 декабря 2010 года). Занимает площадь 18,82 км².